# Oxalis scandens
Oxalis scandens är en harsyreväxtart som beskrevs av Carl Sigismund Kunth. Oxalis scandens ingår i släktet oxalisar, och familjen harsyreväxter. Inga underarter finns listade i Catalogue of Life.